# 胡謐 (天順進士)
胡謐，字廷慎，浙江會稽縣人，明朝政治人物。景泰解元，天順初進士。成化年間官至廣東參政。

## 生平
景泰四年（1453年）浙江乡试第一。天順元年（1457年），登丁丑科進士。成化九年（1473年）由江宁知县升山西按察司佥事。不久，升副使，转布政使司参政。调任河南按察司副使。历仕广东布政使司右参政。卒于任。

## 著作
胡謐‘性勤嗜学，政暇手不释卷’，深感山西向无志书，在巡抚李侃支持下，经过四年广搜博采，于成化十一年（1475年）修成《山西通志》十七卷。自河南時，又创修《河南总志》。
有《渐斋稿》。